# Küchenfachbegriff
Küchenfachbegriffe bezeichnen die Terminologie der Küche und des Kochens. Sie erleichtern unter anderem die Kommunikation in Großküchen. Da in großen Betrieben oft Köche aus vielen Nationen und Sprachregionen arbeiten, ist eine einheitliche Küchensprache nötig.

## Ursprung
Die Küchenfachbegriffe entstammen hauptsächlich der französischen Sprache, weil die französische Küche jahrhundertelang die europäische Küche prägte. Im Moment werden die französischen Begriffe jedoch mehr und mehr durch englische ersetzt, da die meisten modernen Begriffe auf Grund der besseren Verständlichkeit immer beliebter werden.

## Küchenfachbegriffe im Alltag
Oft werden die ehemals französischen Bezeichnungen „eingedeutscht“. So wird zum Beispiel das Fachwort für Füllen von Fleisch „farcir“ zu „farcieren“. Es kommt auch immer öfter vor, dass der französische Fachbegriff gar nicht mehr treffend in die deutsche Sprache übersetzt werden kann. So wird wohl niemand mehr eine Brunoise „feine Gemüsewürfel“ nennen.